# Albus Dumbledore
Albus Percival Wulfric Brian Dumbledore, més conegut com a Albus Dumbledore o simplement Professor Dumbledore, és un personatge de ficció de la saga Harry Potter, creada per l'escriptora britànica J. K. Rowling. Durant la majoria de la història, és el director de l'Escola de Bruixeria Hogwarts. A més, és el creador de l'"Orde del Fènix", una organització dedicada a lluitar contra l'antagonista principal de la saga, en Lord Voldemort.
El director de la Rowling a l'Escola Primària de San Miguel, l'Alfred Dunn, ha estat nomenat com la inspiració per a la creació d'en Dumbledore.
En les primeres dues adaptacions al cinema de la sèrie, l'actor irlandès Richard Harris va actuar com a Dumbledore. Es morí abans del llançament de la segona pel·lícula, i el rol va ser posat a Sir Michael Gambon, que ha actuat com a Dumbledore a la resta de la saga. Fins a la data, en Dumbledore és l'únic personatge important l'actor del qual ha estat canviat a través de les pel·lícules.

## Vida del personatge

### Joventut i família

Els colors de la residència de Gryffindor, a la qual l'Albus va pertànyer a Hogwarts.

A través de diverses discussions i entrevistes sobre el personatge, la Rowling ha establert que l'Albus Dumbledore va néixer el 1881, i els seus pares són en Percival i la Kendra Dumbledore. El personatge havia fet referències al seu germà Aberforth, i a Harry Potter i les relíquies de la Mort es revela que l'Aberforth és tres anys menor que l'Albus. Per primera vegada a la saga, es revela informació sobre la seva germana, l'Ariana, que, als sis anys, va quedar malalta, ja que tres nens muggles la van atacar per fer servir màgia. La novel·la esmenta també que el pare de l'Albus, en Percival, va atacar aquests tres nens i va ser enviat a Azkaban. Per a evitar que l'Ariana fos enviada a l'Hospital de San Mungo, l'hospital màgic, o que algú la ferís, la mare es va mudar amb els seus fills al Cau d'en Godric, i la seva malaltia va ser amagada. Els veïns van assumir que l'Ariana era una llufa.
Quan l'Albus va estudiar a Hogwarts, es va fer amic d'Elphias Doge. Durant la seva educació a Hogwarts, l'Albus va ser conegut com l'alumne més brillant que va trepitjar l'escola, guanyant "tots els premis que l'escola oferia", incloent haver estat monitor. També va tenir bones relacions amb els mags més famosos d'aquella època. Escrits com Transfiguració actual, Desafiaments a Encanteris, i El Pocionista Pràctic van publicar les seves investigacions. Va estar a la residència de Gryffindor. L'Hermione Granger li va donar aquesta informació a en Harry Potter a Harry Potter i la pedra filosofal, al tren de Hogwarts.
Tres anys després, l'Aberforth va arribar a Hogwarts, però va resultar ser diferent de l'Albus, en no tenir la intel·ligència ni el poder màgic que el seu germà tenia. Quan els GNOMS apareixen en el cinquè any d'en Harry a Hogwarts, la Griselda Marchbanks, una autoritat en les examinacions, va esmentar que l'Albus havia fet "coses amb la vareta que mai havia vist". Quan en Dumbledore va acabar la seva educació a Hogwarts, va planejar fer el "tradicional" viatge de fi d'escola al costat d'Elphias Doge, però l'Albus va sofrir la mort de la seva mare Kendra, accidentalment assassinada per l'Ariana.

### Dumbledore i Grindelwald

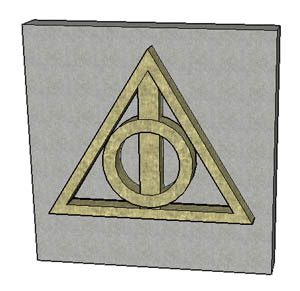
El símbol de les relíquies de la mort, que eren buscades per l'Albus Dumbledore i en Gellert Grindelwald.

Atès que l'Albus estava sense els seus pares (el seu pare a Azkaban i la seva mare havia mort), l'Albus es va fer responsable de la seva família i haver de tirar-la endavant (doncs no eren gaire rics). Va ser forçat a romandre a casa amb la seva germana Ariana fins que l'Aberforth acabés la seva educació a Hogwarts. Més endavant, un jove, en Gellert Grindelwald va arribar al Cau d'en Godric per anar viure amb la seva tia, la Bathilda Bagshot, escriptora d'Història de la màgia. Els dos nois es van veure immediatament, i en Dumbledore es va enamorar d'en Grindelwald. Junts van pensar a crear un millor món, unint les llegendàries Relíquies de la Mort.
Ambdós creien que el món màgic havia d'apoderar-se del món muggle, i que aquests havien de ser controlats pels mags. Tot i això si en destruïen alguns en el camí, tot seria pel "bé de tots". No obstant això, una discussió entre l'Albus, en Gellert i l'Aberforth va crear un duel màgic, i un dels encanteris va impactar a l'Ariana, causant-li la mort. Per la resta de la seva vida, l'Albus es va sentir culpable de la mort de la seva germana, sense saber si és que va ser el seu propi encanteri el que li va impactar.
En Grindelwald se'n va anar del Cau d'en Godric per a començar el seu mandat. En el funeral d'Ariana, l'Aberforth s'enfada amb l'Albus i li va donar un cop de puny al nas, donant-li aquella coneguda fractura. L'Albus es va sentir penedit de la seva adolescència per tots els errors que havia comès, sense confiar en el seu poder com a mag, i negant-se diverses vegades al lloc de Conseller d'Afers Màgics. L'Albus va tornar a Hogwarts com a professor de Transfiguració, i també va ajudar a visitar joves mags per a informar-los que anirien a Hogwarts.
L'Albus finalment va derrotar a l'ara mag tenebrós Grindelwald, que posseïa la Vareta d'Àlber, una de les tres Relíquies de la Mort. Al vèncer-lo, l'Albus es va fer mestre de la Vareta, i va decidir que era l'única Relíquia que tindria.
En una entrevista al Carnegie Hall, a la ciutat de Nova York, el 19 d'octubre de 2007, li van preguntar a la J. K. Rowling si l'Albus havia trobat el "veritable amor". La Rowling va respondre que sempre va considerar a l'Albus com a homosexual, i que s'havia enamorat d'en Grindelwald, però no va dir si aquest li va retornar les emocions. Aquesta, segons la Rowling, va ser "la gran tragèdia" d'en Dumbledore.

### Dumbledore i Voldemort
Més informació a Lord Voldemort.
Més informació a l'Orde del Fènix.
Una de les tasques principals d'en Dumbledore va ser trobar al jove Tod Morvosc Rodlel i oferir-li un lloc a Hogwarts. A pesar que l'Albus estava sorprès amb les habilitats d'en Rodlel, es va preocupar pel fet que el noi li agradés causar dolor als altres i mai va confiar en ell. Més endavant, després de graduar-se a Hogwarts, en Rodlel li va demanar al director d'aquella època, l'Armando Dippet, un lloc al professorat, però li va ser negat, car l'Albus havia convençut a en Dippet de no acceptar la seva proposta. Anys més tard, en Rodlel li va demanar a l'Albus el mateix lloc, ja que en a aquella època aquest ja era director. No obstant això, li va ser negat de nou. En aquest moment, en Rodlel li va declarar la guerra al seu professor, mentre ja havia obtingut el nom que causaria terror en el món màgic: Lord Voldemort.
Ràpidament, en Dumbledore va formar l'Orde del Fènix, una organització que lluitava contra cavallers de la Mort, és a dir, els seguidors d'en Voldemort. A través de la lluita, es van tenir terribles pèrdues, com la mort d'en James i la Lily Potter. Abans de l'assassinat dels Potter, en Dumbledore li va demanar la Capa que fa Invisible a en James, creient-se que era una de les Relíquies de la Mort. Després de la mort dels Potter, l'Albus li va passar la Capa al fill d'en James, en Harry Potter, en el seu primer any a Hogwarts.
Després que en Voldemort va ser derrotat i es va mantenir en una forma fantasmagòrica, en Dumbledore sabia que el sacrifici de la mare d'en Harry el protegiria mentre estigués a prop d'un parent sanguini. Per això, va deixar a l'orfe Harry a la casa dels seus oncles, en Vernon i la Petúnia Dursley. Aquesta màgia, també, va causar que en Harry no pogués ser tocat per en Voldemort.

## Aparicions

### Primers tres llibres

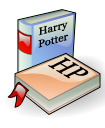
Els llibres de Harry Potter.

En el primer capítol del primer llibre de la sèrie, Harry Potter i la pedra filosofal, en Dumbledore arriba al Número 4 del carrer Privet, a Little Whinging, Surrey, i deixa al bebè Harry a la porta dels Dursley, després que en Lord Voldemort va ser derrotat al tractar de matar en Harry, amb una explicació en una carta. S'acomiada amb la frase final, "Bona sort, Harry".
Quan en Harry arriba a Hogwarts, en Dumbledore li explica coses del Mirall de Gised, i diu que quan t'hi mires, es veu a ell mateix sostenint un parell de mitjons. No obstant això, ell, com en Harry, veu a tota la seva família viva i unida. Ell també és responsable d'alguna forma haver encantat el Mirall perquè la Pedra Filosofal hi estigui dins, i només pugui ser obtinguda per algú que la desitgi obtenir, però no usar. Ell és fet anar a la Conselleria per una carta falsa, enviada per en Quirinus Quirrell, ja que aquest volia obtenir la Pedra. En Harry Potter, en Ron Weasley i l'Hermione Granger van a detenir-lo. En Dumbledore torna a Hogwarts just a temps per a salvar a en Harry, que és atacat per en Quirrell, posseït per l'expectre d'en Lord Voldemort. A la infermeria, en Harry li pregunta a en Dumbledore per què en Voldemort va voler matar-lo de petit, i en Dumbledore li diu que no l'hi dirà encara, però ho farà quan en Harry fos més gran.
A Harry Potter i la cambra secreta, la Cambra Secreta és oberta i alguns alumnes apareixen petrificats. La Cambra havia estat oberta cinquanta anys enrere, i encara que en Rubeus Hagrid havia estat culpat pels atacs, en Dumbledore sempre va creure que en Tod Rodlel havia obert la Cambra. En aquest llibre, quan la Cambra és oberta de nou, en Dumbledore creu que en Rodlel d'alguna forma està involucrat en els atacs. Al preguntar-li qui està darrere dels atacs, ell diu, "La qüestió no és qui. La qüestió és com". En la resta de la novel·la, en Lucius Malfoy fa que en Dumbledore sigui acomiadat com a director. En Harry troba el diari d'en Tod Rodlel, i sense saber que aquest és el jove Voldemort, li pregunta si coneix sobre la Cambra Secreta. Mostrant-li les seves memòries, li ensenya a en Harry que en Rodlel va ser el que va acusar en Hagrid pels atacs. En Harry creu que aquesta és la veritat, fins que al final de la novel·la, en Harry entra a la Cambra i en Rodlel apareix, revelant-li que ell va obrir la Cambra fa cinquanta anys i va culpar a en Hagrid, i que ell, que és un fragment d'en Voldemort guardat en el diari, ha estat el que ha obert la Cambra de nou. En Harry destrueix el diari i en Rodlel desapareix; rescata a la Ginny Weasley que havia estat posseïda per en Rodlel i en Dumbledore és posat de nou com a director.
A Harry Potter i el pres d'Azkaban, en Dumbledore és forçat a acceptar als demèntors a Hogwarts per a cuidar als alumnes del presoner que s'ha escapat, en Sirius Black, que suposadament és un assassí. Després que en un partit de quidditch, en Harry cau de la seva escombra, en Dumbledore el salva i expulsa als demèntors del camp. En Dumbledore està present en l'execució d'en Bécbrau, l'hipogrif, però aquest desapareix abans que pugui ser executat. Més tard, en Dumbledore apareix a la infermeria i li diu a l'Hermione i en Harry que utilitzin un reculatemps, per a tornar tres hores al passat, i poder salvar a en Sirius i a en Bécbrau de les seves injustes execucions.

### Quart i cinquè llibre
En el quart llibre, Harry Potter i el calze de foc, en Dumbledore presenta el Torneig dels Tres Mags, que tindria lloc a Hogwarts. Quan, sense explicació, el Calze de Foc tria a en Harry com quart participant, en Dumbledore li pregunta calmadament a en Harry si va posar el seu nom al Calze. En Harry li respon que no, i en Dumbledore se'l creu.
Al final del llibre, els temors d'en Dumbledore es tornen realitat quan en Harry apareix fora de l'últim desafiament del torneig, amb el cadàver d'en Cedric Diggory. L'Alàstor Murri s'endú en Harry a part i li revela que ell va ser qui va posar el seu nom al Calze, i que ara en Voldemort ha tornat. En Dumbledore apareix i descobreix que l'Alàstor Murri és en realitat en Barty Crouch Junior, un cavaller de la mort. L'ànima d'en Barty Crouch és després absorbida per un demèntor, i no pot donar testimoniatge del retorn d'en Voldemort. El Conseller d'Afers Màgics, en Cornelius Fudge, nega el retorn d'en Voldemort.
A Harry Potter i l'orde del Fènix, en Dumbledore és expulsat del Winzengamot, de la Confederació Internacional de Mags, i gairebé perd el seu Ordre de Merlí de Primera Classe, a causa dels seus discursos sobre el retorn d'en Voldemort. Mentrestant, la Conselleria d'Afers Màgics fa tot el possible per a desmentir a ell i a en Harry sobre això. Al començament del llibre, en Dumbledore ajuda a en Harry perquè no sigui expulsat injustament de Hogwarts, però en Harry es disgusta pel fet que el director no li parla, ni el mira.
Durant l'any a Hogwarts, la Conselleria crea el Decret d'Ensenyament vint-i-dos, permetent a en Fudge a posar a la Dolors Umbridge com professora de Defensa Contra les Forces del Mal, després que en Dumbledore no va poder trobar un professor. A través d'ella, en Fudge guanya poder a Hogwarts i cap a en Dumbledore, a qui creu que està construint un exèrcit de mags per a derrocar la Conselleria. La Umbridge prohibeix l'ensenyament pràctic, fent que en Harry, en Ron i l'Hermione formin l'Exèrcit d'en Dumbledore amb altres amics. Quan en Fudge s'assabenta d'aquesta organització, en Dumbledore accepta responsabilitat de l'Exèrcit i fa que l'expulsin com a director, per segona vegada, per no expulsar en Harry del col·legi.
No se sap res sobre en Dumbledore en la resta del llibre, fins que l'Orde del Fènix lluita contra cavallers de la Mort al Departament de Misteris. En Dumbledore es baralla personalment amb en Voldemort, però la lluita és interrompuda quan l'últim desapareix, car oficials de la Conselleria arriben al lloc de la batalla. La Conselleria accepta el retorn d'en Voldemort, i en Dumbledore torna com a director i obté de nou tots els seus títols. Al final del llibre, en Dumbledore li explica a en Harry que no l'havia mirat en tot l'any per por que en Voldemort posseís a en Harry i tractés de fer-li mal a ell, i que, quan en Harry era un bebè, en Voldemort el va triar a ell com el seu igual per una profecia, i un ha de matar l'altre al final.

### Sisè llibre
A Harry Potter i el misteri del Príncep, en Dumbledore arriba al Carrer Privet i s'endú a en Harry per a persuadir a un vell col·lega, l'Horaci Llagot, que reprengui el lloc com a professor de Pocions. Durant això, en Harry nota que la mà d'en Dumbledore està negra i feble.
Durant tot l'any, en Dumbledore li dona classes especials a en Harry: li ensenya, a través del pensiu, records de la joventut d'en Voldemort i li ensenya com va obtenir el poder. A més, li indica que en Voldemort va crear sis Horricreus, fragments de la seva ànima amagats en objectes. S'han de destruir els horricreus abans de matar en Voldemort. A part, en Harry adverteix a en Dumbledore que un estudiant, en Draco Malfoy, està tramant alguna cosa; no obstant això, en Dumbledore es nega a fer alguna cosa i esmenta que ja ha pres les mesures necessàries.
Més endavant en el llibre, en Harry s'assabenta que en Severus Snape va ser el que li va revelar la profecia a en Voldemort en els seus anys de cavaller de la mort, havent causat que en Voldemort l'hagi intentat matar i hagi assassinat als seus pares. Quan en Harry, enfadat, li pregunta per què confia que l'Snape ara treballi per al costat bo, en Dumbledore li respon que confia plenament en l'Snape, i que res canviaria la seva forma de pensar. En Dumbledore li esmenta que després de revelar-li la profecía a en Voldemort, l'Snape se'n va penedir i va treballar per a en Dumbledore. En Harry, no obstant això, no confia en el seu arrepentimient.
Gairebé al final del llibre, en Dumbledore i en Harry van a una cova per a recuperar un horricreu. A la cova, en Dumbledore pren una poció per a obtenir l'horricreu, però aquesta el torna boig i el debilita, fent que cridi. Tornant a Hogwarts, veuen la Marca de les Forces del Mal sobre el castell: cavallers de la mort han pogut entrar dins seu, burlant les seguretats que en Dumbledore havia posat. En Harry i en Dumbledore arriben a la Torre d'Astronomia, on en Draco Malfoy apareix i desarma a en Dumbledore. Aquest últim paralitza a en Harry, que queda amagat sota la seva capa invisible, perquè no interferís amb el que estava a punt de passar.
En Draco revela que el pla que en Voldemort li ha posat, de matar en Dumbledore, no obstant això, no pot fer-ho. Diversos cavallers de la mort arriben i li diuen a en Draco que el mati ràpidament, no obstant això, no ho arriba a fer. En Severus Snape apareix, i, complint un jurament imperdonable que li havia fet a la mare d'en Draco, realitza la tasca que aquest no ha pogut fer: utilitza la maledicció assassina contra en Dumbledore, matant-lo, i fuig amb els cavallers de la mort. En Harry s'adona que l'Snape sempre va treballar per en Voldemort, i en Dumbledore, qui sempre va ser temut per en Voldemort, va ser assassinat per ell.

### Llibre final

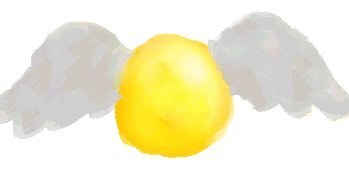
La papallona daurada que en Harry va atrapar en el seu primer partit de quidditch, deixada per l'Albus Dumbledore en el seu testament a en Harry. A dins conté la Pedra de Resurrecció, una de les tres Relíquies de la Mort.

A Harry Potter i les relíquies de la Mort, es revelen coses de la joventut d'en Dumbledore mai dites. A part, en Dumbledore li deixa en el seu testament a en Harry la papallona daurada que va atrapar en el seu primer partit de quidditch, i l'espasa de Gryffindor que en Harry va obtenir en el segon llibre. D'altra banda, li deixa a en Ron Weasley un apagador, i a l'Hermione Granger, un llibre anomenat La rondalla dels tres germans.
Atès que en Dumbledore va morir, i que la Conselleria d'Afers Màgics cau, en Severus Snape és posat com a director de Hogwarts per en Voldemort, que el transforma en un col·legi de màgia tenebrosa, preparant als alumnes a servir- en el poder a Voldemort.
La Rita Skeeter escriu històries sobre la joventut d'en Dumbledore, i al llegir-les, en Harry dubta sobre en Dumbledore que una vegada va conèixer. En la seva recerca dels horricreus, en Harry arriba a odiar a en Dumbledore per no donar-li més explicacions, i se sent frustrat per això. En Harry parla amb l'Aberforth Dumbledore, el germà de l'Albus, que li explica més sobre la joventut d'aquest.
Gairebé al final del llibre, l'Snape li explica les seves memòries a en Harry, abans de morir, ja que és assassinat per la serp d'en Voldemort, la Nagini, ja que aquest creu que d'aquesta forma es faria amo de la Vareta d'Àlber. Utilitzant el pensiu d'en Dumbledore, en Harry veu les seves memòries, i s'adona de qui en realitat era l'Snape: sempre havia treballat en realitat per a en Dumbledore, car des de la seva joventut havia estat enamorat de la Lily Evans, la mare d'en Harry. Al revelar-li la profecia a en Voldemort, es va penedir profundament d'això, car en Voldemort va anar a buscar la Lily, en James i en Harry. L'Snape li havia demanat a en Dumbledore que els protegís, però així i tot en Voldemort va poder matar la Lily i en James, però per la màgia de la seva mare, en Harry no va morir. L'Snape li va prometre a Dumbledore protegir a en Harry en la seva vida. L'Snape va protegir a en Harry a durant tots els anys, i encara que el tractava malament (ja que era molt semblant a en James, que va ser odiat per l'Snape, especialment per haver-se casat amb la Lily), sempre el va lliurar de tot dany possible, especialment perquè els ulls d'en Harry eren iguals als de la seva mare, que feia que l'Snape no deixés de complir la promesa de protegir-lo.
Amb aquelles memòries, també es revela que en Dumbledore tenia la mà negra per posar-se l'Anell dels Gaunt, que havia estat transformat en un horricreu. No obstant això, l'anell també era la Pedra de Resurrecció, una de les Relíquies de la Mort. Al posar-se l'anell, en Dumbledore esperava parlar amb els seus pares i la seva germana, però la maledicció de l'horricreu li va afectar, donant-li menys d'un any de vida. En Dumbledore li va demanar a l'Snape que ell el matés personalment per a evitar-li el dolor i l'agonia de la maledicció, i també perquè en Draco no ho fes, car la seva ànima encara estava intacta.
En Harry també aprèn amb aquells records que ell mateix és un horricreu: un fragment de l'ànima d'en Voldemort va caure en ell quan en Voldemort va tractar de matar-lo de bebè. En Harry se sacrifica pels altres: va al Bosc Prohibit, i usa la Pedra de la Resurrecció amagada en la papallona daurada que en Dumbledore li havia deixat. Els fantasmes de la Lily Potter, en James Potter, en Remus Llopin i en Sirius Black apareixen, i li donen alè perquè se sacrifiqui. En Harry va on està en Voldemort, i deixa que l'assassini.
Quan en Harry és assassinat, aquest apareix en un lloc entre la vida i la mort, i en Dumbledore apareix al costat d'ell. En aquest, en Dumbledore li explica que com en Voldemort té la sang d'en Harry, aquest no pot morir mentre en Voldemort visqui. En aquest lloc, en Dumbledore li diu a en Harry de tot el que es penedeix, especialment de no saber si va ser el seu encanteri el que va matar la seva germana. En Harry desperta i es troba a si mateix al bosc, i s'enfronta a en Voldemort a Hogwarts. En Harry li revela que ell és el posseïdor de la Vareta d'Àlber: en Draco li havia robat la vareta a en Dumbledore, i en Harry li va prendre d'en Draco. Amb tots els horricreus destruïts, en Harry s'enfronta a en Voldemort, però la Vareta impedeix matar el seu amo i mata en Voldemort.
En Harry parla amb el retrat d'en Dumbledore sobre el que faria amb les Relíquies de la Mort: conservaria la capa, però la Pedra s'havia perdut al bosc, i deixaria la vareta a la tomba d'en Dumbledore.
En l'epílog del llibre, en Harry està casat i té tres fills. Un d'ells es diu Albus Severus Potter, noms posats per en Dumbledore i l'Snape.